# Armando De Stefano
Armando De Stefano (Napoli, 27 novembre 1926 – Napoli, 16 marzo 2021) è stato un pittore italiano.

## Biografia
Ha iniziato il suo percorso artistico da ragazzo, durante la Seconda guerra mondiale, quando a Napoli disegnava personaggi famosi di colonnelli e militari americani. Si è iscritto a 15 anni all'Accademia e ha avuto tra i suoi più illustri maestri anche Emilio Notte.
Nel 1947 ha dato vita con altri sei pittori napoletani, tra cui Franco Palumbo, Mario Colucci, Renato Barisani, al "Gruppo Sud", espressione dell'adesione a una pittura realistico-sociale. Gli anni dal '56 al '61 lo hanno visto impegnato in un'area che si richiama all'Espressionismo materico e astratto.
Dal 1962 è ritornato alla figurazione. Sono nati i cosiddetti "grandi cicli" che, dall'Inquisizione a Masaniello, dalla Rivoluzione napoletana del '99 al Profeta, lo stanno impegnando fino a questi ultimi anni di attività. Nel 1963-64 espone alla mostra Peintures italiennes d'aujourd'hui, organizzata in medio oriente e in nordafrica.
Ha lavorato come artista per molti anni con il Club Sant'Erasmo di Milano. Dal 1950 al 1992 ha insegnato all'Accademia di Belle Arti di Napoli, dove ha dipinto il soffitto dello studio del rettore e dove è stato il maestro di vari artisti come Guglielmo Longobardo.
Ha partecipato alla Biennale di Venezia dal 1950 al 1956 e nel 1961 è presente al Padiglione Italia della Biennale di Venezia e alla Rassegna Internazionale di Madrid. È presente alla Quadriennale di Roma nel 1951, nel 1955, nel 1960 e nel 1986.
Tra le sue mostre recenti più importanti, si ricordano quella al PAN (Palazzo delle Arti di Napoli) e al MADRE (Museo d'arte contemporanea Donnaregina).
Alcune sue opere sono ospitate nella chiesa della Santissima Annunziata e nella chiesa di San Giovanni Evangelista (frazione Bonea) in Vico Equense e soprattutto nei maggiori Musei Nazionali: al Museo nazionale di Capodimonte a Napoli, al Cam di Casoria, al Museo di Chieti, al museo DAMA di Caserta, al Museo in Palazzo d'Avalos a Vasto, a Giulianova, a Milano, a Firenze; alcune opere si trovano al Museo Puškin delle belle arti di Mosca, molte a New York nella collezione Ernst Kahn, alla fondazione Marschall Field di Chicago e nella collezione del Museo di Durazzo in Albania. 
De Stefano è morto a Napoli, a 94 anni, il 16 marzo 2021.